# Hrabstwo Greene (Indiana)

Piramida wieku hrabstwa

Hrabstwo Greene (ang. Greene County) – hrabstwo w stanie Indiana w Stanach Zjednoczonych.

## Geografia
Według spisu z 2010 roku obszar całkowity hrabstwa obejmuje powierzchnię 545,92 mili2 (1074,59 km²), z czego 542,50 mili2 (1405,07 km²) stanowią lądy, a 3,42 mili2 (8,86 km²) stanowią wody. Według szacunków United States Census Bureau w roku 2012 miało 32 940 mieszkańców. Jego siedzibą administracyjną jest Bloomfield.

### Miasta
- Bloomfield
- Jasonville
- Linton
- Lyons
- Newberry
- Switz City
- Worthington

### CDP
- Owensburg
- Scotland